# John Sherman
John Sherman (ur. 10 maja 1823 w Lancasterze, Ohio, zm. 22 października 1900 w Waszyngtonie) – amerykański polityk, przewodniczący pro tempore Senatu Stanów Zjednoczonych, sekretarz skarbu i stanu; republikanin.

## Życiorys
W latach 1861−1877 był senatorem 3 klasy z Ohio. Następnie do 1881 w gabinecie Rutherforda Hayesa pełnił urząd 32. sekretarza skarbu. Przez kolejne sześć lat (1881−1897) ponownie senator (lecz 1 klasy). W tej kadencji pełnił funkcję przewodniczącego pro tempore Senatu (1885−1887). Następnie (1887−1888), w gabinecie Williama McKinleya był 35. sekretarzem stanu.
W wyborach prezydenckich w 1888 ubiegał się o nominację z ramienia Partii Republikańskiej. Podczas kongresu partii uzyskał 249 głosów i przegrał z Benjaminem Harrisonem (544 głosów delegatów), który został 23. prezydentem Stanów Zjednoczonych.

## Rodzina
Brat, William Sherman − generał Unii w czasach wojny secesyjnej